# 林文英 (明朝)
林文英（1549年—？），字德甫，號昌所，山東登州府黃縣人，軍籍，明朝政治人物。

## 生平
隆庆元年（1567年）丁卯科山東鄉試第二十八名，萬曆八年（1580年）庚辰科會試第二百十名，登三甲第二百三十六名進士。吏部觀政，十年授中書舍人，十四年擢福建道监察御史，十六年巡按宣大，十八年巡按河南，二十一年二月升江西按察司九江兵备副使，二十七年京察降调。

## 家族
曾祖林忠；祖父林貴，曾任壽官；父林佑，贈中书舍人。母王氏。永感下。兄文俊。